# Jiří Faltus
Jiří Faltus (11. března 1911 Klášterec nad Orlicí – 2. listopadu 1993 Žamberk) byl český umělecký knihař.

## Život
Narodil se 11. března 1911 v Zadním Dole u Klášterce nad Orlicí v rodině rolníka. V Klášterci nad Orlicí vychodil obecnou školu i měšťanku.
Po dokončení školy v Klášterci se rodina odstěhovala do Semelkovic u Mělníka. Jiří se však brzy vrátil zpět, aby se učil knihařskému řemeslu u zkušeného mistra Jana Bálka, vazače knih v Nádražní ulici v Žamberku. Po třech letech učení složil v roce 1929 tovaryšskou zkoušku. Působil pak krátce v Roudnici nad Labem a začátkem třicátých let odešel do Prahy k firmě Štěpánek na Vinohradech, kde se zdokonalil v ručním zlacení. Získal tak praxi, kterou uplatnil ve své pozdější umělecké práci. V roce 1934 se oženil a společně se svou ženou se podílel na provozu obchodu s papírem a knihami, věnoval se i práci v knihařské dílně. Jiří Faltus byl aktivním členem Sokola a výborným šachistou.
Po roce 1948 hrozilo jeho knihařské dílně znárodnění, podařilo se mu však odolávat až do roku 1958, kdy byl jeho podnik definitivně znárodněn. Jiří Faltus zde chvíli pracoval jako vedoucí, později jako knihařský dělník, po odchodu do penze se věnoval pouze umělecké knižní vazbě. V roce 1972 byl zaregistrován ve Svazu výtvarných umělců jako mistr uměleckých řemesel.
Jiří Faltus zemřel 2. listopadu 1993 ve věku 82 let. V říjnu roku 2002 mu bylo in memoriam uděleno čestné občanství města Žamberka, v březnu 2011 byla odhalena pamětní deska na domě v Žamberku ve kterém žil a pracoval.